# سيريزو فونغ أ وينغ
سيريزو فونغ أ وينغ (بالهولندية: Cerezo Fung a Wing)‏ هو لاعب كرة قدم سورينامي وهولندي في مركز الدفاع، ولد في 24 سبتمبر 1983 في باراماريبو في سورينام. لعب مع آر كي سي فالفيك ودي غرافشاب ونادي فولندام.